# Agnès Jaoui
Agnès Jaoui (Antony, 19 ottobre 1964) è una regista, attrice e sceneggiatrice francese.

## Biografia
Di origine ebraico-tunisina, è stata sposata dal 1983 al 2012 con l'attore Jean-Pierre Bacri, con cui ha scritto e interpretato i cinque film da lei diretti, Il gusto degli altri (2000), Così fan tutti (2004), Parlez-moi de la pluie (2008), Quando meno te l'aspetti (2013) e Place publique (2018).

## Filmografia

### Cinema

#### Attrice
- Le Faucon, regia di Paul Boujenah (1983)
- Hôtel de France, regia di Patrice Chéreau (1987)
- L'amoureuse, regia di Jacques Doillon (1987)
- Canti, regia di Manuel Pradal (1991)
- Cuisine et dépendances, regia di Philippe Muyl (1993)
- Les Petits Salés, regia di Régis Roinsard (1995) - cortometraggio
- Aria di famiglia (Un air de famille), regia di Cédric Klapisch (1996)
- Le Déménagement, regia di Olivier Doran (1997)
- La Méthode, regia di Thomas Béguin (1997) - cortometraggio
- Parole, parole, parole... (On connaît la chanson), regia di Alain Resnais (1997)
- Le cousin, regia di Alain Corneau (1997)
- On the run, regia di Bruno De Almeida (1999)
- Une femme d'extérieur, regia di Christophe Blanc (2000)
- Il gusto degli altri (Le Goût des autres), regia di Agnès Jaoui (2000)
- 24 ore nella vita di una donna (24 heures de la vie d'une femme), regia di Laurent Bouhnik (2002)
- The Role of Her Life (Le role de sa vie), regia di François Favrat (2004)
- La Maison de Nina, regia di Richard Dembo (2004)
- Così fan tutti (Comme une image), regia di Agnès Jaoui (2004)
- Parlez-moi de la pluie, regia di Agnès Jaoui (2008)
- Du vent dans mes mollets, regia di Carine Tardieu (2012)
- Quando meno te l'aspetti (Au bout du conte), regia di Agnès Jaoui (2013)
- L'arte della fuga (L'art de la fugue), regia di Brice Cauvin (2014)
- Comme un avion, regia di Bruno Podalydès (2015)
- Vengo subito (Je suis à vous tout de suite), regia di Baya Kasmi (2015)
- 50 primavere (Aurore), regia di Blandine Lenoir (2017)
- Place publique, regia di Agnès Jaoui (2018)
- Les bonnes intentions, regia di Gilles Legrand (2018)
- Compagnons, regia di François Favrat (2021)
- À l'ombre des filles, regia di Étienne Comar (2022)
- Le Cours de la vie, regia di Frédéric Sojcher (2023)
- Wahou!, regia di Bruno Podalydès (2023)
- Sur la branche, regia di Marie Garel-Weiss (2023)
- Le Dernier des Juifs, regia di Noé Debré (2024)
- La Vie de ma mère, regia di Julien Carpentier (2024)
- Ma vie ma gueule, regia di Sophie Fillières (2024)

#### Regista
- Il gusto degli altri (Le Goût des autres) (2000)
- Così fan tutti (Comme une image) (2004)
- Parlez-moi de la pluie (2008)
- Quando meno te l'aspetti (Au bout du conte) (2013)
- Place publique (2018)

#### Sceneggiatrice
- Smoking/No Smoking, regia di Alain Resnais (1993)
- Cuisine et dépendances, regia di Philippe Muyl (1993)
- Aria di famiglia (Un air de famille), regia di Cédric Klapisch (1996)
- Parole, parole, parole... (On connaît la chanson), regia di Alain Resnais (1997)
- Il gusto degli altri (Le Goût des autres), regia di Agnès Jaoui (2000)
- Così fan tutti (Comme une image), regia di Agnès Jaoui (2004)
- Parlez-moi de la pluie, regia di Agnès Jaoui (2008)
- Quando meno te l'aspetti (Au bout du conte), regia di Agnès Jaoui (2013)
- L'art de la fugue, regia di Brice Cauvin (2015)
- Place publique, regia di Agnès Jaoui (2018)

### Televisione

#### Attrice
- Ivanov, regia di Arnaud Sélignac – film TV (1990)
- Tribunal – serie TV, episodio La Villa d'Alice (1990)
- Commissario Navarro ( Navarro) – serie TV, episodio 3x05 (1991)
- Foodie Love – serie TV, episodio 1x02 (2019)
- En thérapie - stagione 2 – serie TV (2022)
- Becoming Karl Lagerfeld – miniserie TV (2024)

## Teatro

### Attrice
- Penthésila (Penthésilée) di Heinrich von Kleist, regia di Pierre Romans, Festival d'Avignone (1987)
- Caterina di Heilbronn (Catherine de Heilbronn) di Heinrich von Kleist, regia di Pierre Romans, Festival d'Avignone (1987)
- Platonov di Anton Čechov, regia di Patrice Chéreau, Festival d'Avignone (1987)
- Il compleanno (L'Anniversaire) di Harold Pinter, regia di Jean-Michel Ribes, Théâtre Tristan Bernard di Parigi (1987)
- Chroniques d'une fin d'après-midi, da Anton Čechov, regia di Pierre Romans, Festival d'Avignone (1988)
- Cuisine et dépendances di Jean-Pierre Bacri e Agnès Jaoui, regia di Stéphan Meldegg, Théâtre La Bruyère di Parigi (1991)
- Un air de famille di Jean-Pierre Bacri e Agnès Jaoui, regia di Stéphan Meldegg, Théâtre de la Renaissance di Parigi (1994)
- Les Uns sur les autres di Léonore Confino, regia di Catherine Schaub, Théâtre de la Madeleine di Parigi (2014)
- Le intellettuali (Les Femmes savantes) di Molière, regia di Catherine Hiegel, Théâtre de la Porte Saint-Martin di Parigi (2016)

### Regista
- Un air de famille di Jean-Pierre Bacri e Agnès Jaoui, Théâtre de la Porte-Saint-Martin di Parigi (2017)
- Cuisine et dépendances de Jean-Pierre Bacri e Agnès Jaoui, Théâtre de la Porte-Saint-Martindi Parigi (2017)

## Doppiatrici italiane
Nelle versioni in italiano dei suoi lavori, Agnés Jaoui è stata doppiata da:
- Gabriella Borri in Così fan tutti, Il gusto degli altri, Quando meno te l'aspetti, 50 primavere
- Miriam Spera in L'arte della fuga

## Riconoscimenti

### Cinema
- Premio Oscar
  - 2001 – Candidatura Miglior film in lingua straniera per Il gusto degli altri
- Festival di Cannes
  - 2004 – Prix du scénario ex aequo con Jean-Pierre Bacri per Così fan tutti
- Premio César
  - 1994 – Migliore sceneggiatura originale o adattamento ex aequo con Jean-Pierre Bacri per Smoking/No Smoking
  - 1997 – Migliore sceneggiatura originale o adattamento ex aequo con Jean-Pierre Bacri e Cédric Klapisch per Aria di famiglia
  - 1997 – Candidatura Migliore attrice non protagonista per Aria di famiglia
  - 1998 – Migliore attrice non protagonista per Parole, parole, parole...
  - 1998 – Migliore sceneggiatura originale o adattamento ex aequo con Jean-Pierre Bacri per Parole, parole, parole...
  - 2001 – Miglior film per Il gusto degli altri
  - 2001 – Migliore sceneggiatura originale o adattamento ex aequo con Jean-Pierre Bacri per Il gusto degli altri
  - 2001 – Candidatura Miglior regista per Il gusto degli altri
  - 2001 – Candidatura Migliore attrice non protagonista per Il gusto degli altri
  - 2005 – Candidatura Migliore sceneggiatura originale o adattamento ex aequo con Jean-Pierre Bacri per Così fan tutti
  - 2016 – Candidatura Migliore attrice non protagonista per Comme un avion
  - 2024 – Premio César onorario
- Premio Lumière
  - 1997 – Migliore sceneggiatura ex aequo con Jean-Pierre Bacri e Cédric Klapisch per Aria di famiglia
  - 2001 – Miglior film per Il gusto degli altri
  - 2001 – Miglior regista per Il gusto degli altri
  - 2001 – Migliore sceneggiatura ex aequo con Jean-Pierre Bacri per Il gusto degli altri
- David di Donatello
  - 2001 – Miglior film straniero per Il gusto degli altri
- European Film Awards
  - 2000 – Migliore sceneggiatura ex aequo con Jean-Pierre Bacri per Il gusto degli altri
  - 2024 – Migliore sceneggiatura ex aequo con Jean-Pierre Bacri per Così fan tutti
- Premio Magritte
  - 2023 – Premio Magritte onorario

### Teatro
- Premio Molière
  - 1992 – Molière dell'autore, ex aequo con Jean-Pierre Bacri per Cuisine et dépendances
  - 2014 – Candidatura Molière della migliore attrice per Les Uns sur les autres

### Musica
- Victoires de la musique
  - 2007 – Album delle musiche tradizionali o del mondo per Canta